# Jansonius
Jansonius es un género de Chrysomelidae perteneciente a la subfamilia Eumolpinae. Se lo puede encontrar en Chile. Anteriormente era clasificado en la tribu Bromiini, bajo la sección Myochroites, pero su clasificación actual es en la tribu Typophorini, en la sección Metachromites.

## Especie
El género Jansonius contiene una especie válida:
- Jansonius aeneus (Blanchard, 1851) (Sinonimia: Eumolpus? valdivianus Philippi & Philippi, 1864; Chaetocnema blanchardi Baly, 1877; Jansonius alternatus Baly, 1878)[1][2]

Dia patagonica Boheman, 1858, también de Chile, estuvo clasificafo en el género por Jan Bechyné en 1953, pero debido a ser aparentemente perdido o destruido, esta  especie está considerada incertae sedis en Eumolpinae por Askevold & LeSage (1990).
Muchas otras especies de América del Sur fueron descritas o consideradas parte del género por Jan Bechyné, aunque según Askevold & LeSage (1990) estas especies no pueden ser consideradas parte del género:
- Jansonius boggianii (Jacoby, 1899) @– Paraguay, Argentina
- Jansonius pubescens Bechyné, 1955 @– Paraguay
- Jansonius scolytinus Bechyné & Bechyné, 1961 @– Brasil[4]
- Jansonius vigiensis Bechyné & Bechyné, 1961 @– Brasil[5]